# Baishui, Wangcang
Baishui (kinesiska: 白水) är en köping i Kina. Den ligger i provinsen Sichuan, i den sydvästra delen av landet, omkring 260 kilometer nordost om provinshuvudstaden Chengdu. Antalet invånare är 11 044. Befolkningen består av 5 535 kvinnor och 5 509 män. Barn under 15 år utgör 16,0 %, vuxna 15-64 år 72 %, och äldre över 65 år 10,0 %.
Runt Baishui är det tätbefolkat, med 266 invånare per kvadratkilometer. Närmaste större samhälle är Jiachuan, 19,4 km öster om Baishui. I omgivningarna runt Baishui växer i huvudsak blandskog.
Genomsnittlig årsnederbörd är 1 312 millimeter. Den regnigaste månaden är juli, med i genomsnitt 346 mm nederbörd, och den torraste är december, med 2 mm nederbörd.